# Tara Bintang (plaats)
Tara Bintang is een bestuurslaag in het regentschap Humbang Hasundutan van de provincie Noord-Sumatra, Indonesië. Tara Bintang telt 1697 inwoners (volkstelling 2010).